# 72 nomes na Torre Eiffel
Os 72 nomes na Torre Eiffel referem-se aos nomes gravados na referida torre de matemáticos, físicos, engenheiros, militares e políticos franceses, em reconhecimento a suas contribuições à República Francesa, cujo centenário se comemorava então (1789-1889). Estas gravações foram cobertas por tinta no começo do século XX, e restauradas em 1986-1987 pela Société Nouvelle d'exploitation de la Tour Eiffel, uma companhia contratada para negócios relacionados à Torre.
A lista é criticada por excluir, dentre outros, Sophie Germain, cujo trabalho na teoria da elasticidade foi crucial para a construção da torre. Alguns autores e biógrafos dizem que ela foi excluída pelo simples fato de ser mulher.

## Lista de nomes

### Lado Trocadero

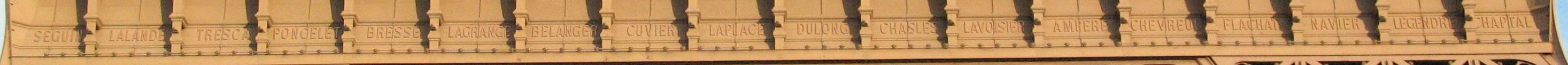

| Nº | Inscrição | Nome completo                   | Ocupação                                 | Feito |
| -- | --------- | ------------------------------- | ---------------------------------------- | --- |
| 1  | Seguin    | Marc Seguin                     | engenheiro                               | Inventou a ponte pênsil moderna                                                                                          |
| 2  | Lalande   | Jérôme Lalande                  | astrônomo                                | Deu nome à constelação do gato                                                                                           |
| 3  | Tresca    | Henri Tresca                    | engenheiro e mecânico                    | Criou a primeira barra de platina que serviu de referência de comprimento do sistema métrico                             |
| 4  | Poncelet  | Jean-Victor Poncelet Gernald    | geômetra                                 | Co-autor do teorema de Poncelet-Steiner da geometria                                                                     |
| 5  | Bresse    | Jacques Antoine Charles Bresse  | engenheiro civil e engenheiro hidráulico | Pioneiro dos motores hidráulicos                                                                                         |
| 6  | Lagrange  | Joseph-Louis Lagrange           | matemático                               | Responsável pelo Lagrangiano da física, pelos Pontos Lagragianos da astronomia e pelos polinômios de Lagrange da álgebra |
| 7  | Belanger  | Jean-Baptiste-Charles Bélanger  | matemático                               | Criador da equação de Bélanger para o ressalto hidráulico                                                                |
| 8  | Cuvier    | Georges Cuvier                  | naturalista                              | foi o primeiro a provar que elefantes indianos, africanos e mamutes são espécies diferentes                              |
| 9  | Laplace   | Pierre Simon Laplace            | matemático e astrônomo                   | Criador das transformadas de Laplace usadas no cálculo de transientes elétricos                                          |
| 10 | Dulong    | Pierre Louis Dulong             | físico e químico                         | Co-autor da lei de Dulong-Petit da termodinâmica                                                                         |
| 11 | Chasles   | Michel Chasles                  | geômetra                                 | Autor dos teoremas de Chasles em geometria e física                                                                      |
| 12 | Lavoisier | Antoine Lavoisier               | químico                                  | Autor da lei da conservação da massa                                                                                     |
| 13 | Ampere    | André-Marie Ampère              | matemático e físico                      | Autor da lei de Ampère do eletromagnetismo                                                                               |
| 14 | Chevreul  | Michel Eugène Chevreul          | químico                                  | Grandes contribuições relativas à teoria das cores                                                                       |
| 15 | Flachat   | Eugène Flachat                  | engenheiro                               | Responsável pelo terminal de Gare Saint-Lazare, em Paris                                                                 |
| 16 | Navier    | Claude Louis Marie Henri Navier | matemático                               | Co-autor das equações de Navier-Stokes da mecânica dos fluidos                                                           |
| 17 | Legendre  | Adrien-Marie Legendre           | geômetra                                 | Criador do símbolo de Legendre usado na teoria dos números                                                               |
| 18 | Chaptal   | Jean-Antoine Chaptal            | agrônomo e químico                       | Criador da chaptalização, técnica para aumentar o teor alcoólico do vinho                                                |

### Lado Grenelle

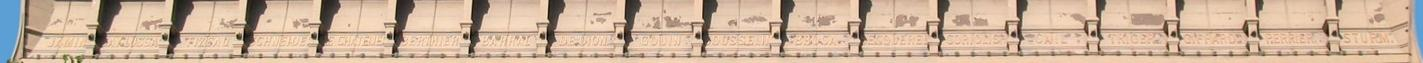

| Nº | Inscrição    | Nome completo                  | Ocupação                    | Feito |
| -- | ------------ | ------------------------------ | --------------------------- | --- |
| 19 | Jamin        | Jules Célestin Jamin           | físico                      | Criador do interferômetro de Jamin usado na análise de gases |
| 20 | Gay-Lussac   | Louis Joseph Gay-Lussac        | químico                     | Autor das leis de Gay-Lussac da termodinâmica |
| 21 | Fizeau       | Hippolyte Fizeau               | físico                      | Criou o primeiro aparato capaz de medir a velocidade da luz |
| 22 | Schneider    | Eugène Schneider               | industrialista              | Construiu a primeira locomotiva a vapor da França |
| 23 | Le Châtelier | Louis Le Châtelier             | químico                     | Desenvolveu um método de produção de alumínio a partir da bauxita em 1855. Mais tarde o método foi suplantado pelo Processo Bayer. |
| 24 | Berthier     | Pierre Berthier                | mineralogista               | Descobridor da bauxita |
| 25 | Barral       | Jean-Augustin Barral           | agrônomo, químico, físico   | Pioneiro na extração da nicotina a partir da folha de tabaco |
| 26 | De Dion      | Henri de Dion                  | engenheiro                  | Trabalhou na construção da ponte de Langon e na restauração da Catedral de Bayeux. Construiu diversas pontes de ferro na Espanha, a Estação de Trem de Delicias em Madrid e uma fábrica de açúcar em Guadalupe. Foi professor de estática na Ecole Centrale d´Architecture. Gustave Eiffel foi um de seus alunos. |
| 27 | Goüin        | Ernest Goüin                   | engenheiro e industrialista | Introduziu as pontes de chapas rebitadas na França |
| 28 | Jousselin    | Louis Didier Jousselin         | engenheiro                  | Projetista do canal do rio Loire |
| 29 | Broca        | Pierre Paul Broca              | médico                      | Descobriu a área cerebral da linguagem (Área de Broca) |
| 30 | Becquerel    | Antoine César Becquerel        | físico                      | Descobridor da célula fotovoltaica (1839), é considerado o pai da eletroquímica. |
| 31 | Coriolis     | Gustave-Gaspard Coriolis       | engenheiro e cientista      | Descobridor do efeito Coriolis em rotações |
| 32 | Cail         | Jean-François Cail             | industrialista              | Engenheiro responsável pelo impressionante viaduto de Fades |
| 33 | Triger       | Jacques Triger                 | engenheiro                  | Criador do processo de Triger para cavar fundações de pontes |
| 34 | Giffard      | Henri Giffard                  | engenheiro                  | Inventor do primeiro dirigível a vapor |
| 35 | Perrier      | François Perrier               | geógrafo e matemático       | Um dos primeiros a fotografar o trânsito de Vênus |
| 36 | Sturm        | Jacques Charles François Sturm | matemático                  | Conhecido pelas funções de Sturm da álgebra |

### LadoCampo de Marte

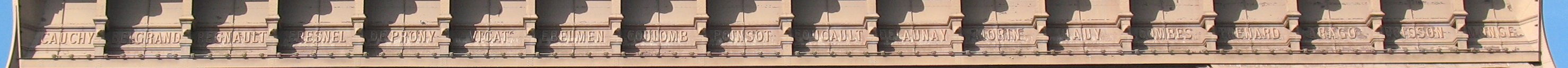

| Nº | Inscrição | Nome completo               | Ocupação                 | Feito                                                                                |
| -- | --------- | --------------------------- | ------------------------ | ------------------------------------------------------------------------------------ |
| 37 | Cauchy    | Augustin-Louis Cauchy       | matemático               | Co-autor da desigualdade de Cauchy-Schwarz                                           |
| 38 | Belgrand  | Eugène Belgrand             | engenheiro               | Projetista do sistema de esgotos de Paris                                            |
| 39 | Regnault  | Henri Victor Regnault       | químico e físico         | Estudioso dos gases, em sua homenagem a constante dos gases ideais recebeu a letra R |
| 40 | Fresnel   | Augustin-Jean Fresnel       | físico                   | Autor da lei de Fresnel para refração de ondas                                       |
| 41 | De Prony  | Gaspard de Prony            | engenheiro               | Autor da equação de Prony para perda de carga hidráulica                             |
| 42 | Vicat     | Louis Vicat                 | engenheiro               | Inventor do cimento moderno                                                          |
| 43 | Ebelmen   | Jacques-Joseph Ebelmen      | químico                  | Descobridor do ciclo geoquímico do carbono                                           |
| 44 | Coulomb   | Charles Augustin de Coulomb | físico                   | Autor da lei de Coulomb para cargas elétricas                                        |
| 45 | Poinsot   | Louis Poinsot               | matemático               | Inventor do elipsóide de Poinsot na mecânica de corpo rígido                         |
| 46 | Foucault  | Jean Bernard Léon Foucault  | físico                   | Descobridor das correntes de Foucault do eletromagnetismo                            |
| 47 | Delaunay  | Charles-Eugène Delaunay     | astrônomo                | Estudou o problema dos três corpos aplicado ao sistema Sol-Terra-Lua                 |
| 48 | Morin     | Arthur Morin                | matemático e físico      | Modelou a força de atrito estático                                                   |
| 49 | Haüy      | René Just Haüy              | mineralogista            | Autor da lei de Haüy da cristalografia                                               |
| 50 | Combes    | Charles Combes              | engenheiro e metalúrgico | Estudioso do problema da ventilação em minas                                         |
| 51 | Thénard   | Louis Jacques Thénard       | químico                  | Descobridor da água oxigenada                                                        |
| 52 | Arago     | François Arago              | astrônomo e físico       | Realizou o experimento de Arago, que comprova a natureza ondulatória da luz          |
| 53 | Poisson   | Siméon Denis Poisson        | matemático e físico      | Autor da distribuição de Poisson na estatística                                      |
| 54 | Monge     | Gaspard Monge               | geômetra                 | Autor do teorema de Monge da geometria                                               |

### Lado Sacre Coeur

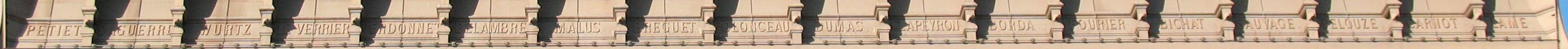

| Nº | Inscrição  | Nome completo                  | Ocupação                  | Feito                                                                       |
| -- | ---------- | ------------------------------ | ------------------------- | --------------------------------------------------------------------------- |
| 55 | Petiet     | Jules Petiet                   | engenheiro                | Criador de locomotivas                                                      |
| 56 | Daguerre   | Louis Jacques Mandé Daguerre   | artista e químico         | Inventor do daguerreótipo                                                   |
| 57 | Wurtz      | Charles Adolphe Würtz          | químico                   | Criador da reação de Wurtz da química                                       |
| 58 | Le Verrier | Urbain Le Verrier              | astrônomo                 | Um dos descobridores do planeta Netuno                                      |
| 59 | Perdonnet  | Albert Auguste Perdonnet       | engenheiro                | Construiu as primeiras ferrovias da França                                  |
| 60 | Delambre   | Jean Baptiste Joseph Delambre  | astrônomo                 | Mediu o comprimento de um meridiano, definindo assim o metro                |
| 61 | Malus      | Étienne-Louis Malus            | físico                    | Autor da lei de Malus na polarização da luz                                 |
| 62 | Breguet    | Louis François Clément Breguet | mecânico e inventor       | Inventor do telégrafo de Breguet                                            |
| 63 | Polonceau  | Antoine-Rémi Polonceau         | engenheiro                | Criador da estrutura conhecida como teto de Polonceau                       |
| 64 | Dumas      | Jean-Baptiste Dumas            | químico                   | Descobriu que o rim remove ureia do sangue                                  |
| 65 | Clapeyron  | Benoît Paul-Émile Clapeyron    | engenheiro                | Autor da equação de Clapeyron para transição de fase da matéria             |
| 66 | Borda      | Jean-Charles de Borda          | matemático                | Criador do sistema de votação de Borda                                      |
| 67 | Fourier    | Jean-Baptiste Joseph Fourier   | matemático                | Inventor das séries de Fourier                                              |
| 68 | Bichat     | Marie François Xavier Bichat   | anatomista e fisiologista | Pai da histologia, o primeiro a reconhecer que órgãos são feitos de tecidos |
| 69 | Sauvage    | Frédéric Sauvage               | mecânico                  | Criou os primeiros mapas geológicos da França                               |
| 70 | Pelouze    | Théophile-Jules Pelouze        | químico                   | Primeiro a calcular a massa atômica do Arsênio                              |
| 71 | Carnot     | Lazare Carnot                  | engenheiro                | Autor do teorema de Carnot da geometria                                     |
| 72 | Lamé       | Gabriel Lamé                   | geômetra                  | Criador da análise por harmônicas elípticas                                 |

## Imagens

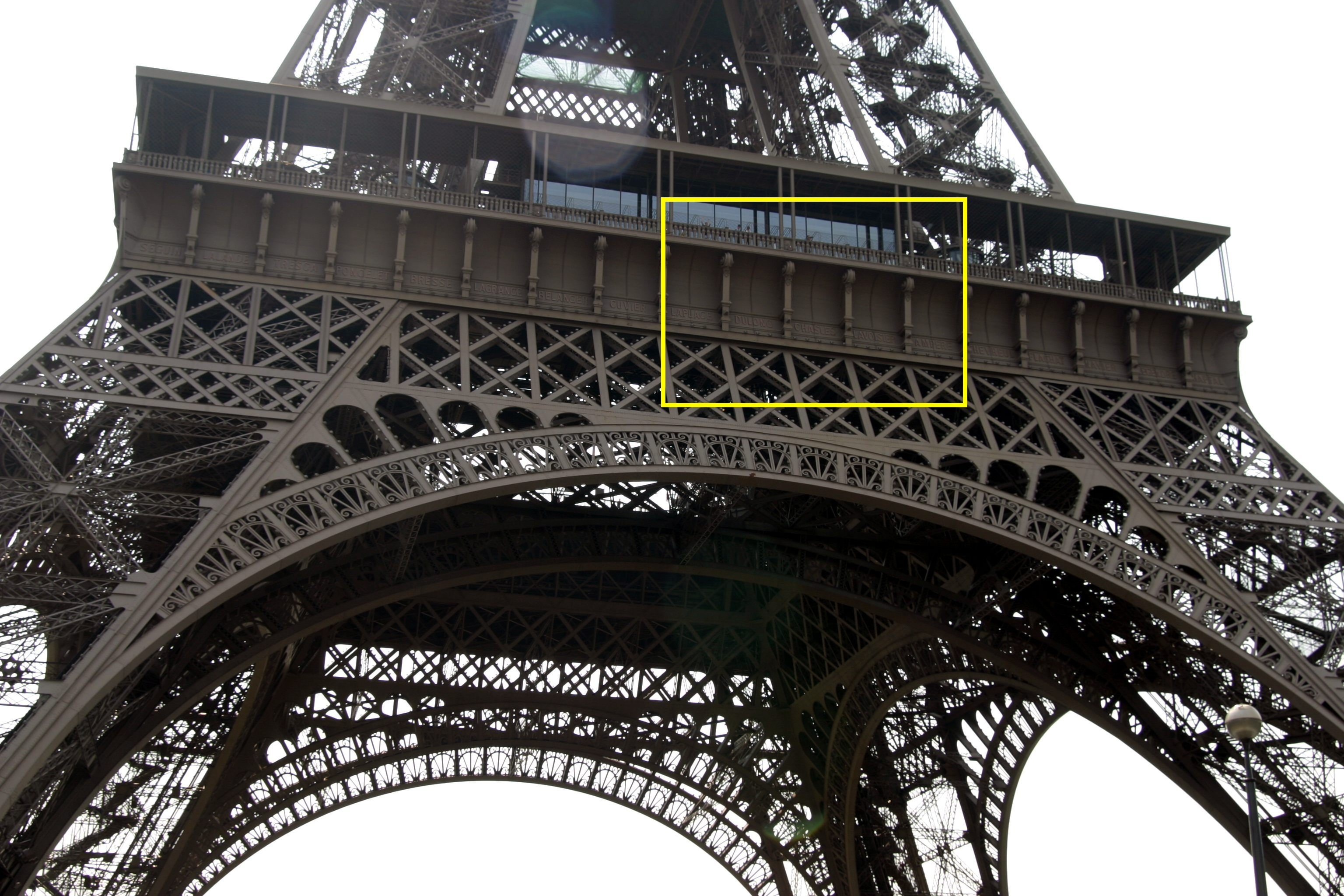
Localização dos nomes na Torre
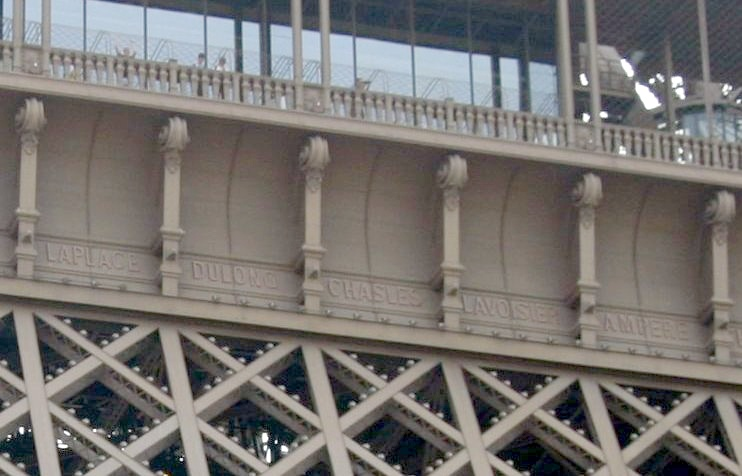
Localização dos nomes - Laplace, Dulong, Chasles, Lavoisier e Ampère